# Ilhas-capitais do Brasil
Florianópolis, em Santa Catarina, Vitória, no Espírito Santo e São Luís no Maranhão são as três capitais de estados brasileiros localizadas em ilhas. Duas delas se situam na costa oriental planáltica, enquanto a outra situa-se na costa setentrional sedimentar.

## As ilhas-capitais
- Vitória situada na ilha de mesmo nome[1]  Tem 358 267 [2] habitantes e 104,960 km². Tem o 5º melhor IDH entre as capitais brasileiras. Foi fundada em 8 de Setembro de 1551 e é formada por várias ilhas, inclusive algumas a mais de 1100 km da costa. É a segunda mais rica das três ilhas e a décima oitava mais rica do Brasil , com o PIB de R$ 20,2 bilhões em 2017. Apesar de ser a capital estadual do Espírito Santo e o município capixaba com maior PIB, é apenas a quarta cidade mais populosa do estado, depois de Vila Velha, Serra e Cariacica, municípios da sua região metropolitana e os únicos que fazem divisa com a capital.
- Florianópolis, capital do estado de Santa Catarina e segundo município mais populoso do estado (depois de Joinville), fica quase inteiramente (97,23%) localizada na ilha de mesmo nome.[3] É a segunda maior ilha-capital das três em tamanho e população. Com 500.973 habitantes e 433,317 km². Foi fundada em 23 de março de 1726. É a capital brasileira com o melhor IDH, além de ser o quarto município com mais alto IDH (incluindo capitais e não capitais) do Brasil. Ao contrário do Vitória, que apesar de não ser a maior cidade de seu estado, apresenta seu maior PIB municipal, Florianópolis é apenas o terceiro município catarinense com maior PIB, sendo superado tanto por Joinville, como por Itajaí, principal cidade portuária do estado.
- São Luís, localizada na ilha Upaon-Açu.[4]  É a mais rica das as três ilhas e a décima terceira mais rica do Brasil, com o PIB de R$ 33,6 bilhões em 2018. Das três ilhas capitais, São Luís é, de longe, a mais populosa, com 1.108.975 habitantes (sendo a 15ª cidade mais populosa do Brasil e a quarta do Nordeste, depois de Salvador, Fortaleza e Recife), possuindo uma área de 827,141 km². É a única cidade brasileira colonizada por franceses (França Equinocial), sendo fundada no dia 8 de Setembro de 1612 por Daniel de la Touche. Inicialmente chamada por "Saint Louis" pelos franceses, foi aportuguesada em 1615 para São Luís, quando os portugueses comandados por Jerônimo de Albuquerque tomaram controle da cidade. Possui o porto mais profundo do Brasil e um dos mais profundos do mundo, possibilitando grandes navios de aportarem no Porto do Itaqui e no Terminal Marítimo de Ponta da Madeira, destinados à exportação da produção de soja e minério de ferro trazido pela Ferrovia Carajás. É a cidade natal da famosa cantora brasileira de samba Alcione, Zeca Baleiro, um famoso cantor de MPB, Pabllo Vittar, famosa artista transformista e também de vários escritores e poetas como Aluísio Azevedo, Ferreira Gullar, Josué Montello e muitos outros. São Luís tem o título de "Atenas Brasileira" devido seus vários poetas e intelectuais.

## Acessos

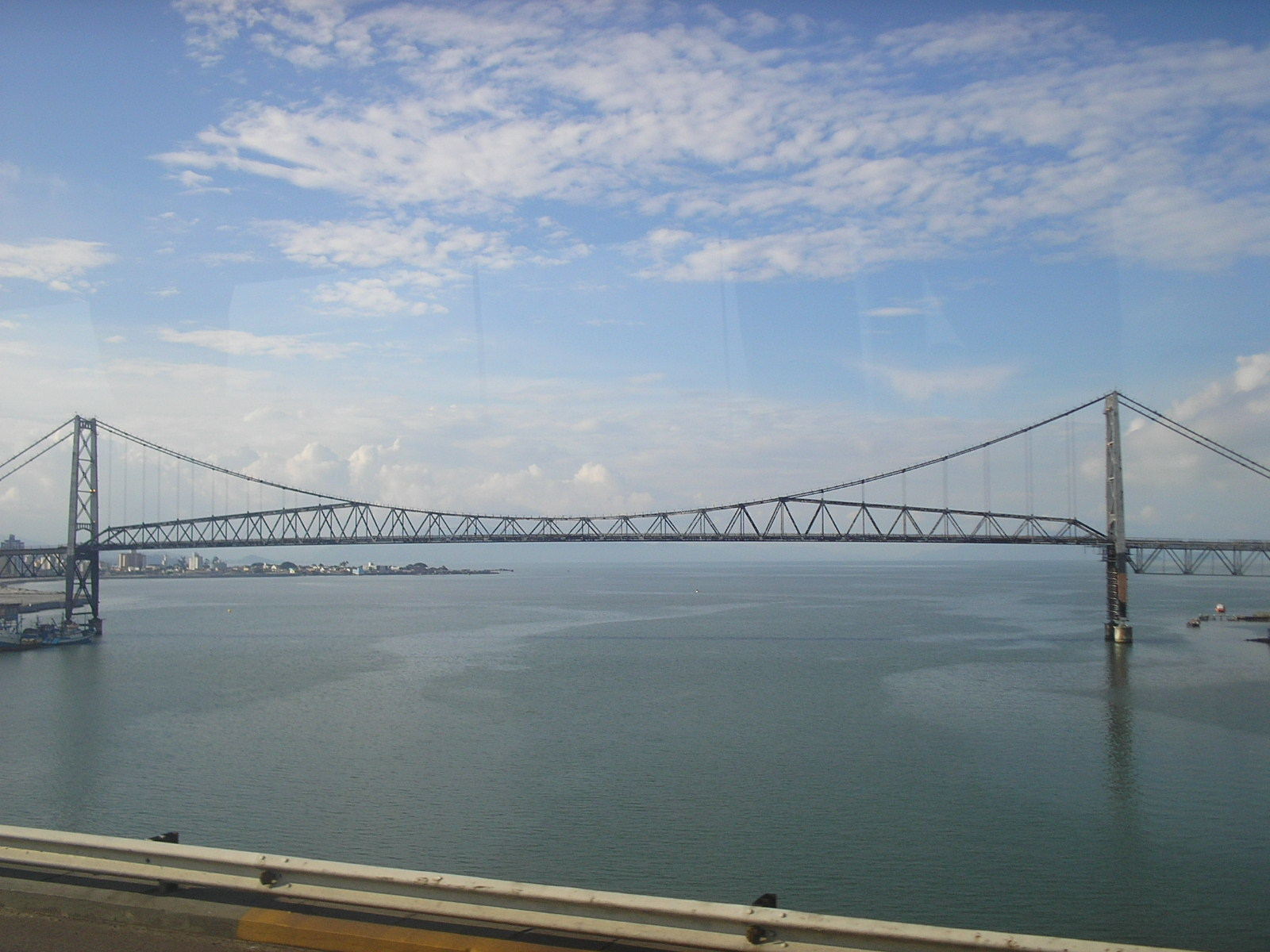
A "Hercílio Luz", vista da Ponte Colombo Salles, por muito tempo usada como a principal ligação entre a ilha de Florianópolis e o continente.

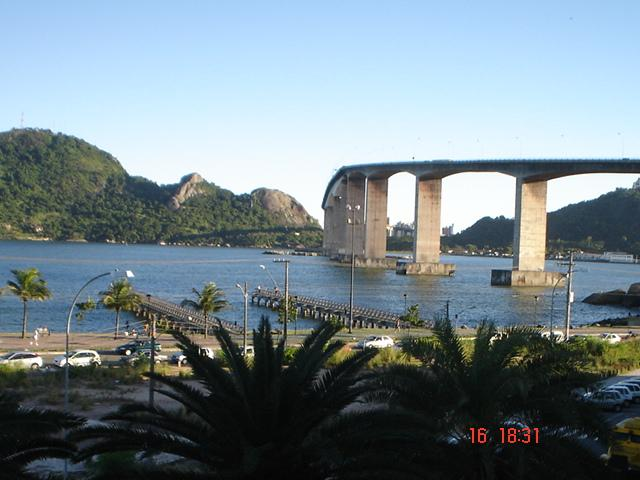
A Terceira Ponte: Principal ligação entre Vitória e Vila Velha

Já houve outros meios para se chegar a essas cidades antigamente, como em barcos ou em balsas, mas atualmente as três ilhas-capitais são ligadas ao continente por pontes, aeroportos e também, mas em menor demanda, por barcos.
Florianópolis
Seus acessos se designam atualmente pelas pontes Colombo Salles e Pedro Ivo Campos, e também pelo cartão-postal da cidade, a Ponte Hercílio Luz, reinaugurada em 31/12/2019
Bem como pelo Aeroporto Internacional Hercílio Luz.
São Luís
O acesso à capital maranhense efetua-se pela ponte Marcelino Machado, por via rodoviária, composta por duas ponte paralelas, uma de saída e outra de entrada. Também existem pontes ferroviárias, uma ponte pertencente à Ferrovia São Luís-Teresina (Ponte Metálica Benedito Leite) e uma ponte duplicada pertencente à Ferrovia Carajás. Há também um serviço de ferry-boats ligando a ilha ao continente, na cidade de Alcântara. Bem como pelo Aeroporto Internacional de São Luís.
Vitória
Os acessos do continente à capital capixaba se dão pelas pontes 2ª, 3ª, Cinco, Ayrton Senna, da Passagem e de Camburi. O Aeroporto de Vitória fica no continente, porém próximo a ilha. Denotando que, as pontes Ayrton Senna, da Passagem e de Camburi ligam um lado da cidade a outro. Já as pontes 2ª, 3ª e Cinco ligam a capital a outros municípios da região metropolitana do Espírito Santo, que são os municípios de Vila Velha e Cariacica. OBS: O município de Serra também faz divisa com a capital, porém se faz pelo continente.

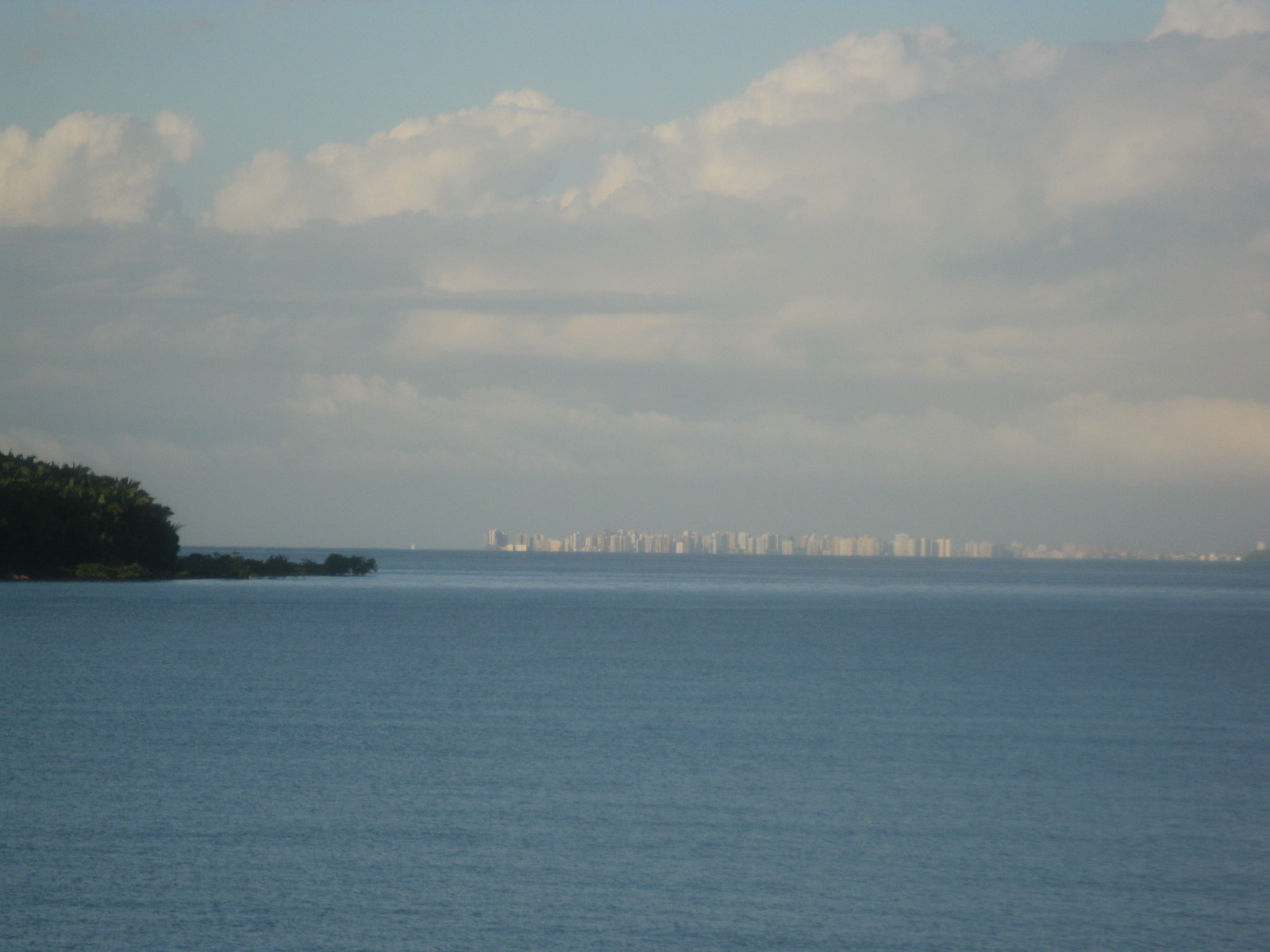
Baía de São Marcos, com a cidade de São Luís, ao fundo.